# Piszczany
Piszczany (ukr. Піщани) – wieś na Ukrainie, w rejonie stryjskim obwodu lwowskiego. Wieś liczy 463 mieszkańców.
Do 1946 roku miejscowość nosiła nazwę Tatarsko (ukr. Татарське, Tatarśke).
Znajduje tu się przystanek kolejowy Piszczany, położony na linii Tarnopol – Stryj.

## Historia
Za II Rzeczypospolitej do 1934 samodzielna gmina jednostkowa. Następnie należała do zbiorowej wiejskiej gminy Daszawa w powiecie stryjskim w woj. stanisławowskiem. Po wojnie wieś weszła w struktury administracyjne Związku Radzieckiego.